# Рампонио-Верна
Рампонио-Верна (итал. Ramponio Verna) — коммуна в Италии, располагается в регионе Ломбардия, в провинции Комо.
Население составляет 402 человека (2008 г.), плотность населения составляет 101 чел./км². Занимает площадь 4 км². Почтовый индекс — 22020. Телефонный код — 031.
Покровителями коммуны почитаются святой Бенедикт Нурсийский (Ramponio), святитель Амвросий Медиоланский (Verna) и святой Панкратий Римский, празднование 12 мая.

## Демография
Динамика населения:

## Администрация коммуны
- Официальный сайт: